# Phytoliriomyza imperfecta
Phytoliriomyza imperfecta este o specie de muște din genul Phytoliriomyza, familia Agromyzidae. A fost descrisă pentru prima dată de Malloch în anul 1934. Conform Catalogue of Life specia Phytoliriomyza imperfecta nu are subspecii cunoscute.